# Sint-Remigiuskerk (Moresnet)

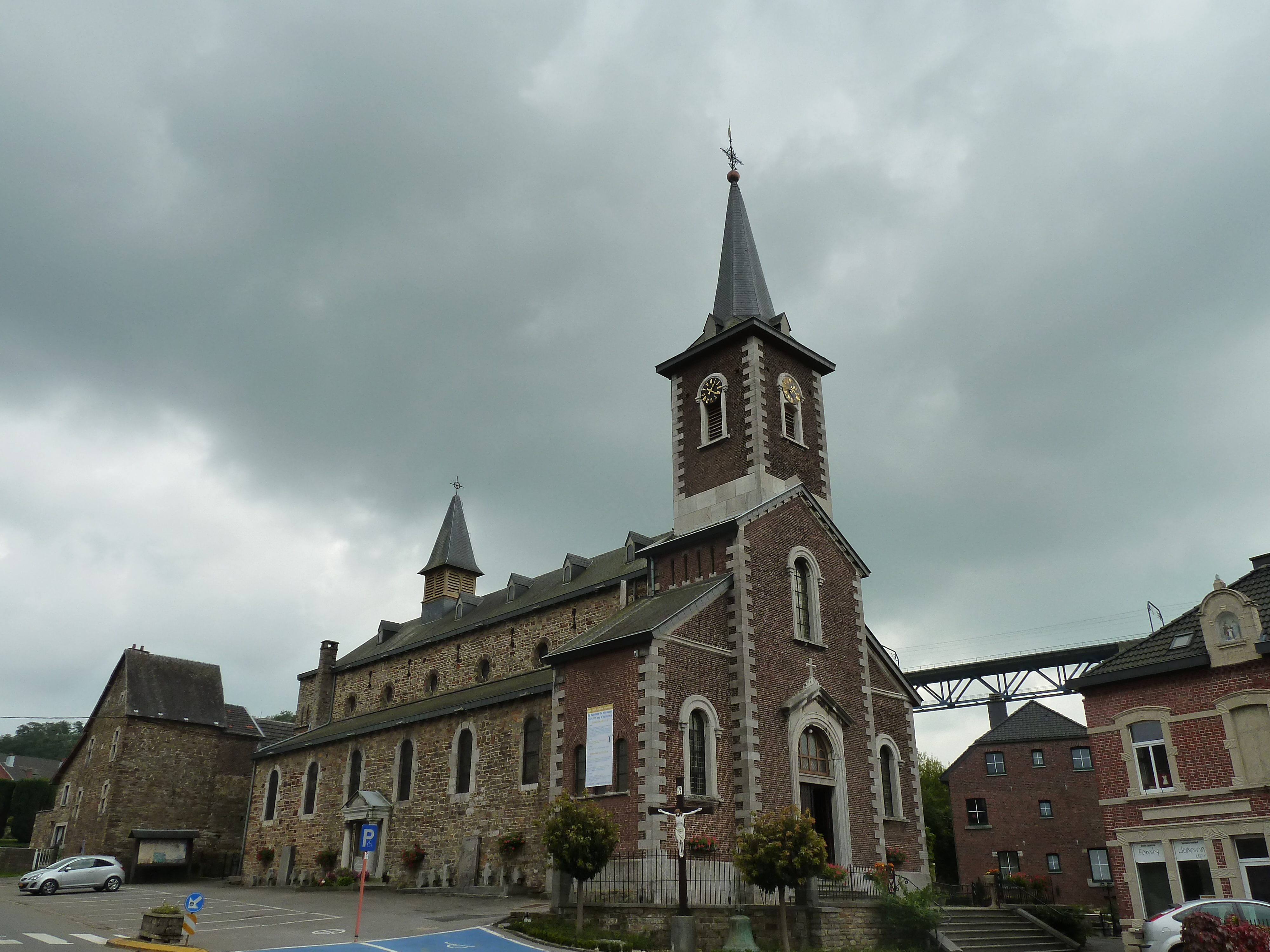
Sint-Remigiuskerk

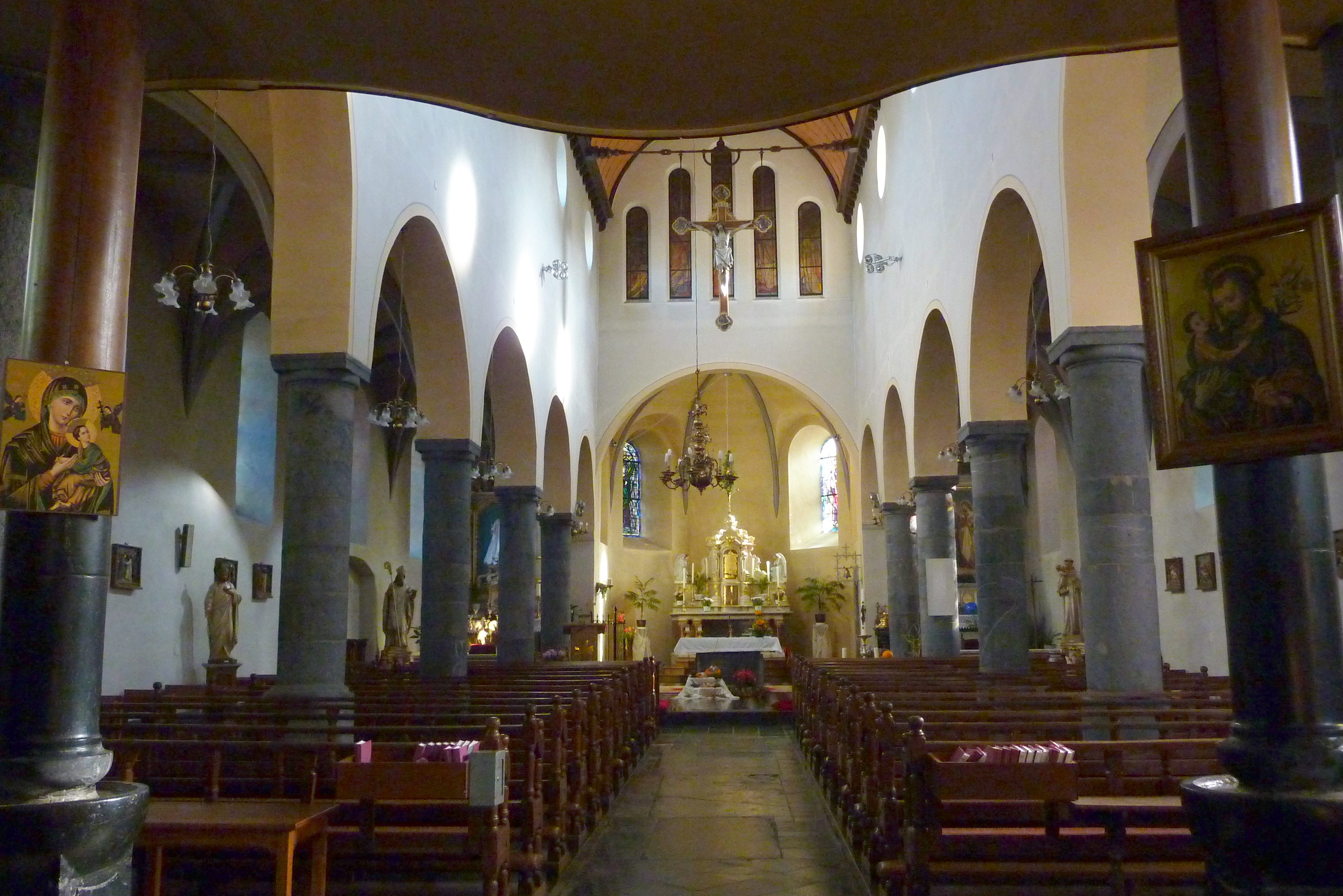
Interieur

De Sint-Remigiuskerk (Église Saint-Rémy) is de parochiekerk van de tot de Belgische gemeente Plombières behorende dorp Moresnet, gelegen aan de Rue du Village.

## Geschiedenis
De parochie van Moresnet werd gesticht in 1214. Ze was afhankelijk van het Onze-Lieve-Vrouwekapittel van Aken.
De huidige kerk werd gebouwd in 1673, en in 1864 werden twee westelijke traveeën en de ingebouwde westtoren toegevoegd, in neoclassicistische stijl.

## Gebouw
Het betreft een driebeukig basilicaal schip, uitgevoerd in baksteen. Het koor heeft een kruisribgewelf, het schip een tongewelf.
De kerk wordt omringd door een kerkhof, waarop zich nog grafkruisen uit de 16e, 17e en 18e eeuw bevinden.

## Interieur
Het hoofdaltaar werd vervaardigd door Alexandre de Tombay en is van 1854. De noordelijke enz zijaltaar, in barokstijl, is van einde 17e eeuw. De preekstoel is van einde 18e eeuw, in Lodewijk XVI-stijl. Van dezelfde tijd zijn twee heiligenbeelden: Sint-Petrus en Sint-Nepomuk. Enkele schilderijen zijn een Vlucht naar Egypte en een Sint-Rochus (beide 18e eeuw). Van gepolychromeerd hout is een Sint-Antonius Abt (16e eeuw) en 18e-eeuwse beelden: Sint-Anna leert Maria lezen; Sint-Catharina. Het orgel is van einde 18e eeuw.